# Línia Manacor-Artà
La línia Manacor-Artà és un tram inactiu dels Serveis Ferroviaris de Mallorca que connectava Artà —amb parades a Son Servera, Son Carrió i Sant Llorenç des Cardassar— i Manacor, que està lligada a la Ciutat per mitjà de la Línia Palma-Inca-Manacor.
En la segona meitat del segle xix, Mallorca comença un important projecte per connectar l'illa per tren, aleshores de vapor. Palma queda unida a Inca el 1875, mentre que l'enllaç des d'allà fins a Manacor no entraria en servei fins al 1879. L'any 1921 s'inaugura el tram Manacor-Artà, que estaria actiu fins al 1977, quan es decideix tancar el servei que anava d'Inca cap a l'extrem nord-est. L'any 2003 es reobria la línia Inca-Manacor; mentre que la secció final fins a Artà va seguir inactiva, i es va transformar en una via verda. Diferents forces polítiques balears han reclamat, al llarg del temps, la recuperació de la connexió ferroviària d'Artà amb Manacor i la resta de l'illa. Malgrat que el Govern havia inclòs la proposta en plans directors de mobilitat i transports (2005 i 2019), a data de 2025 encara no s'ha concretat cap actuació.